# Peperomia magnoliifolia
Espèce
Peperomia magnoliifolia est une espèce de plantes de la famille des Pipéracées.